# Анян (станция метро)
«Анян» (кор. 안양역) — наземная станция Сеульского метро на Первой (Линия Кёнбусон).
Станция представлена двумя островными платформами. Обслуживается Корейской национальной железнодорожной корпорацией (Korail). Расположена в квартале Анян-1-дон района Манан города Анян (провинция Кёнгидо, Республика Корея). На станции установлены платформенные раздвижные двери.
На Первой линии поезда Кёнбусон красный экспресс (GB: Gyeongbu red express. A «Йонсан» — «Чонан» и С «Йондынпхо» — «Пёнчом») и Кёнбусон зелёный экспресс (SC: Gyeongbu green express) обслуживают; Кёнвон экспресс (GWː Gyeongwon) и Кёнкин экспресс (GI: Gyeongin) не обслуживают станцию.
Пассажиропоток — на 1-й линии 58 877 чел/день (2013), пригородные поезда — 1 728 чел/день.